# Divinity: Original Sin II
Divinity: Original Sin II (с англ. — «Божественность: Первородный грех 2») — пошаговая партийная компьютерная ролевая игра, сиквел Divinity: Original Sin, с однопользовательским и многопользовательским режимами игры, разработанная компанией Larian Studios на средства, полученные с пожертвований с Kickstarter.
Divinity: Original Sin II имела коммерческий и критический успех, разойдясь тиражом более миллиона копий за два месяца. Многие критики признали её одной из лучших ролевых игр всех времён, а также высоко оценили ее сценарий, интерактивность сюжета, боевую систему, кооператив и музыку. Divinity: Original Sin II — Definitive Edition, дополненная версия с расширенной сюжетной линией и улучшенным геймплеем, была выпущена на Windows, PlayStation 4 и Xbox One в 2018 году, а также на macOS, Nintendo Switch и iPadOS в последующие годы.

## Сюжет
После событий Divinity: Original Sin прошла тысяча лет.
В начале игры для своего персонажа нужно выбрать одну из 5 рас (человек, эльф, нежить, ящер, гном). Далее, нужно выбрать характер персонажа. Выбор расы и характера будет влиять на игровой процесс (диалоги с многими NPC), а также на отношения со спутниками, которые будут в вашей группе. Имеется возможность выбрать уже готового персонажа (одного из спутников).
Когда игрок путешествует по миру, то его спутниками может управлять другой человек (через кооператив). Игрок может не брать в команду новых персонажей, тогда они будут попадаться игроку во время прохождения игры (в качестве NPC для общения), будут рассказывать о своих приключениях и предлагать собственную квестовую цепочку и концовку.
Сюжет игры заключается в том, что все Боги ослабли и Исчадия Пустоты угрожают убить всех в мире. А магистры Священного Ордена ловят всех, кто пользуется магией Истока. Епископ Александар, правящий страной, поддерживает магистров Священного Ордена и создал на острове неподалеку от побережья Жнеца форт Радость — тюрьму, куда ссылают всех магов. Чтобы чародеи не могли использовать магию, на них надевают специальные ошейники. На острове над каждым магом проводят процесс по извлечению Истока, однако у него есть отрицательный эффект — полностью стирается личность (так появляются Безмолвные монахи).
Игра начинается с того, что корабль, на котором главный герой плывет в форт Радости, тонет из-за атаки Исчадий Пустоты, почувствовавших запах магии.

## Разработка
26 августа 2015 года студия Larian Studios, которая является разработчиком и издателем игры, объявила, что будет создавать продолжение Divinity: Original Sin. Будущую игру назвали Divinity: Original Sin II. Как и для первой части игры, деньги на разработку собирались на Kickstarter. Целью разработчиков было собрать 500 тысяч долларов для того, чтобы начать создание игры. Однако сбор средств прошёл намного удачней — было собрано 2 032 434 долларов, которые внесли 42 713 человек.
Над игрой работало 9 сценаристов, поэтому сюжет игры весьма богат. 22 августа 2016 года игра была выпущена в раннем доступе в Steam. 14 сентября 2017 состоялся полноценный релиз. 31 августа 2018 года вышло финальное издание Divinity: Original Sin II — Definitive Edition со всеми улучшениями и обновлениями.

## Критика
| Сводный рейтинг       | Сводный рейтинг              |
| Агрегатор             | Оценка                       |
| --------------------- | ---------------------------- |
| GameRankings          | - PC: 92,94 % - PS4: 92,00 % |
| Metacritic            | 93/100                       |
| Иноязычные издания    |                              |
| Издание               | Оценка                       |
| Destructoid           | 9/10                         |
| Edge                  | 9/10                         |
| Game Informer         | 9,8/10                       |
| GameSpot              | 10/10                        |
| IGN                   | 9,6/10                       |
| PC Gamer (UK)         | 92/100                       |
| Polygon               | 7/10                         |
| Metro                 | 10/10                        |
| US Gamer              | [ 24 ]                       |
| Русскоязычные издания |                              |
| Издание               | Оценка                       |
| «IGN Россия»          | 9,6/10                       |
| PlayGround.ru         | 9,8/10                       |
| Riot Pixels           | 95 %                         |
| StopGame.ru           | «Изумительно», «Наш выбор»   |
| «Игромания»           | 9,5/10                       |
| «Игры Mail.ru»        | 9,0/10                       |
| «Канобу»              | 10/10                        |

Игра получила положительные отзывы прессы и игроков и имеет рейтинг 93/100 на сайте-агрегаторе Metacritic. Российские издания «Игромания», «Канобу» и «Мир фантастики» назвали Divinity: Original Sin II «Игрой года». «Игромания» также назвала игру «Ролевой игрой года». Ряд других изданий тоже включили вторую часть франшизы в список лучших игр 2017 года, но не на первом месте.
Divinity: Original Sin II получила премию BAFTA в области игр 2018 года в номинации «Multiplayer».
Летом 2018 года, благодаря уязвимости в защите Steam Web API, стало известно, что точное количество пользователей сервиса Steam, которые играли в игру хотя бы один раз, составляет 1 688 895 человек.

### Комментарии
1. ↑  Ответственны за версии для PlayStation 4 и Xbox One.
2. ↑  Ответственны за версию для macOS.